# Suhpalacsa fuscostigma
Suhpalacsa fuscostigma är en insektsart som beskrevs av Navás 1925. Suhpalacsa fuscostigma ingår i släktet Suhpalacsa och familjen fjärilsländor. Inga underarter finns listade i Catalogue of Life.